# Industrie circulaire
L'industrie circulaire est une expression qui désigne un modèle économique basé sur la durabilité des ressources, l'extension de la durée de vie et la régénération des produits et des matériaux. Ainsi, l'industrie circulaire est beaucoup plus complète que le simple recyclage. L’économie circulaire vise un découplage entre la création de valeur sociétale de son impact sur l’environnement, à travers une gestion optimisée des ressources. Ce modèle implique la mise en place de nouveaux modes de conception, de production et de consommation plus sobres et efficaces (écoconception, écologie industrielle et territoriale, économie de fonctionnalité, etc.) et à considérer les déchets comme des ressources,.
L'industrie circulaire représente ainsi une évolution significative du norme existant de l'industrie linéaire, qui consiste à extraire des matières premières, produire, consommer et jeter des produits.
L'Institut national de l'économie circulaire (INEC) et OPEO Consulting ont récemment publié une étude dans laquelle ils présentent l’industrie circulaire comme étant une opportunité pour la réindustrialisation promue par le Plan de Relance, qui cherche à accélérer les transformations écologique, industrielle et sociale de la France. L'étude se compose de trois parties : « Comprendre », « Repenser » et « Accélérer » qui, ensemble, forment une approche à plusieurs volets conçue pour démontrer comment évoluer au-delà d'une approche traditionnelle de l'industrie et supprimer les obstacles empêchant le déploiement d'initiatives d'industrie circulaire.

## Les modèles d'industrie circulaire
Le passage à l'industrie circulaire étant une démarche complexe, six modèles ont émergé autour desquels l'industrie circulaire peut s'organiser. Ils se basent sur deux principes clés au succès du déploiement de l'industrie circulaire : l'allongement des cycles d'utilisation de la matière et le traitement des externalités négatives (déchets, rejets et énergie). Une fois combinés, ces six modèles créent un flux produit durable et de la valeur sociale ajoutée (en créant les emplois locaux).

### Durabilité des ressources
Ce modèle concerne la génération éthique et durable des matières premières non-recyclées. Dans le cas de matière première renouvelables l'exploitation respecte les cycles de régénération et la biodiversité. Le bio-sourcing permet de substituer des matières non renouvelables ou générer de nouveaux usages. Les matières générées sont non toxiques et conçues pour être réintégrées dans des cycles biologiques ou techniques en fin d’usage. L’exploitation de ressources non renouvelables est progressivement réduite. La valeur créée permet de se démarquer sur le marché, de répartir la valeur avec les producteurs et de proposer des ressources sur le long terme (fibres textiles, encres, produits du quotidien, biomatériaux...).

### Extension de la durée de vie
La durée de vie des produits est augmentée par un design permettant d’améliorer la fiabilité et la réparabilité. Les entreprises qui adoptent ces business modèles peuvent vendre des produits en valorisant une meilleure qualité. Les coûts sont potentiellement réduits sur le long-terme pour les clients. L’entreprise développe des services différenciants de garantie et de maintien en conditions opérationnelles. Les informations récupérées grâce aux services permettent de mieux comprendre l’usage des clients et d’améliorer continuellement les produits.

### Vente d'un usage plutôt qu'un produit
Le modèle « product as a service » consiste à vendre un usage plutôt qu’un produit, sur la base de fonctionnalités ou de garantie de performances. Le design du produit, centré sur l’usage et une durabilité accrue, permet d’augmenter l’expérience client tout en assurant une rentabilité du modèle. En gardant la propriété du produit, le producteur peut créer de la valeur sur l’ensemble des boucles de circularités du cycle de vie et amorcer un découplage entre création de valeur et usage des ressources. L’économie du partage rentre également dans cette catégorie, puisque le fait de mettre en commun un bien revient à distribuer les coûts sur les différents copropriétaires avec une répartition généralement proportionnelle à l’intensité d’usage de chacun.

### Réemploi des produits
Le réemploi produit consiste à augmenter les cycles d’utilisation des produits avec la mise sur le marché de seconde main des produits et biens industriels à des prix parfois 30 % moins cher que du neuf et des performances garanties. Selon l’état du produit, il peut être remis sur le marché avec ou sans activité de réparation et de remanufacturing, via des marketplace ou dans des réseaux de distributions physiques. Grâce à des retrofits l’usage des produits peut même être augmenté. Ces modèles nécessitent, une réparabilité accrue des produits, une interopérabilité des données et la mise en place de logistiques inversées directes ou via des filières de collecte. Ils sont créateurs de valeur ajoutée locale liée à la réparation proche des lieux d’usage.

### Réemploi des composants et matériaux
Le réemploi appliqué aux composants et aux matériaux permet de transformer de potentiels déchets en nouveaux semi-finis ou intrants. Ce réemploi peut être opéré dans des cycles techniques de remanufacturing (pièces de rechange, matières recyclées...) ou des cycles biologiques (combustibles, engrais...). Il nécessite des produits écoconçus permettant une séparation simple et une réutilisation fonctionnelle des constituants du produit. Des industriels réussissent à créer des produits basés 100 % sur des matériaux recyclés, recyclables à l’infini. D’autres se fournissent en pièces détachées ou matériaux recyclés moins chers et volatils que des matières premières vierges émergent et apportent de nouvelles solutions pour des produits plus durables.

### Optimisation de l'empreinte environnementale
Chaque étape de la chaîne de valeur même avec des boucles circulaires génère des externalités négatives en termes d’énergie, de rejets et de déchets. Ces modèles centrent leurs propositions de valeur sur l’optimisation de l’empreinte environnementale : performance matière et énergétique, amélioration des procédés, cleantechs, valorisation des déchets par des démarches d’EIT (Écologie Industrielle Territoriale)...Certaines entreprises fondent même leurs modèles sur la résolution des problématiques environnementales : crise climatique, déchets plastiques, tech for good.

Bien qu'il existe six modèles qui, une fois combinés, produisent une chaîne d'approvisionnement et une production de produits entièrement circulaires, la circularité ne peut être parfaite. La puissance du modèle circulaire repose sur la combinaison de l'ensemble des modèles économiques circulaires : une même entreprise peut combiner plusieurs modèles économiques, ou des entreprises différents peuvent également couvrir chacune une étape et constituer ainsi un écosystème circulaire.

## La pertinence de l'industrie circulaire
En 2020, la France est devenue le premier et seul pays en Europe de mettre en place une loi sur l'économie circulaire, loi AGEC (anti-gaspillage pour une économie circulaire). Cette loi intervient dans un contexte de prise de conscience collective sur la nécessité d’une transition d’un modèle de production et de consommation linéaire reposant sur le principe obsolète de l’abondance des ressources naturelles, à un nouveau modèle adapté aux défis d’aujourd’hui. En effet, nos prélèvements sur les ressources naturelles dépassent largement la biocapacité de la Terre, c’est-à-dire sa capacité à régénérer les ressources renouvelables, à fournir des ressources non renouvelables et à absorber les déchets, mettant en péril le fonctionnement même de nos civilisations. L'industrie circulaire est en effet une stratégie essentielle pour l'Europe, au regard de ses dépendances en termes d'importations de matières premières.